# Flex-Able Leftovers
Flex-Able Leftovers es una edición limitada de 10" de vinilo EP del compositor y guitarrista, Steve Vai. Fue grabado desde 1982 hasta 1984, y originalmente lanzado en 1984. La reedición, fue publicada el 10 de noviembre de 1998 por Sony Records, que contiene cuatro temas adicionales. A diferencia de otros álbumes de Vai, que son en su mayoría instrumentales, casi todas las copias de Flex-Able Leftovers disponen de una etiqueta de Supervisión Parental, como resultado de la canción "Fuck Yourself", que contiene múltiples groserías y referencias sexuales.
Otras diferencias de la versión original son que incluye la grabación de la batería en vivo, el tema "You didn't break it!" (Originalmente era en batería electrónica) y la completa reedición y mezcla de las canciones.

## Listado de canciones
Todas las canciones escritas y compuestas por Steve Vai, excepto las indicadas. 
| N.º   | Título                                         | Escritor(es)    | Duración |  |
| 1.    | «Fuck Yourself» (conocida como "#?@! Youself") |                 | 8:27     |  |
| 2.    | «So Happy»                                     | Fishman / Vai   | 2:43     |  |
| 3.    | «Bledsoe Bluvd»                                |                 | 4:22     |  |
| 4.    | «Natural Born Boy»                             |                 | 3:34     |  |
| 5.    | «Details at 10»                                |                 | 5:58     |  |
| 6.    | «Massacre»                                     |                 | 3:25     |  |
| 7.    | «Burnin' Down the Mountain»                    |                 | 4:22     |  |
| 8.    | «Little Pieces of Seaweed»                     | Kutche / Vai    | 5:12     |  |
| 9.    | «San Sebastián»                                |                 | 1:08     |  |
| 10.   | «The Beast Of Love»                            | Kearney         | 3:30     |  |
| 11.   | «You Didn't Break It»                          | Harris / Harris | 4:19     |  |
| 12.   | «TH X-Equalibrium Dance»                       |                 | 5:10     |  |
| 13.   | «Chronic Insomnia»                             |                 | 2:00     |  |
| 54:10 |                                                |                 |          |  |

## Personal

### Contribución Instrumental
- Steve Vai – Voz, Guitarras Acústica y Eléctrica, Teclado, Piano Electrónico, Bajo, Coros
- Mike Keneally – Teclados en "Fuck Yourself"
- Tommy Mars – Voces, Violín, Teclados
- Stu Hamm – voces, bajo
- Bob Harris – Coros
- Joe Kearney – Coros
- Alex Acerra - Coros
- Larry Crane – Pequeño Xilófono, campana, vibrafonó
- Robin DiMaggio – Batería
- Chris Frazier – Batería
- Deen Castronovo – Batería
- Pete Zeldman – Percusión
- Suzannah Harris – Coros

### Contribuciones Técnicas
- Eddy Schreyer - Masterización
- Lill Vai – Efectos de Sonido
- Joe Despagni – Efectos de Sonido